# Billing and settlement plan
Pour les articles homonymes, voir BSP.

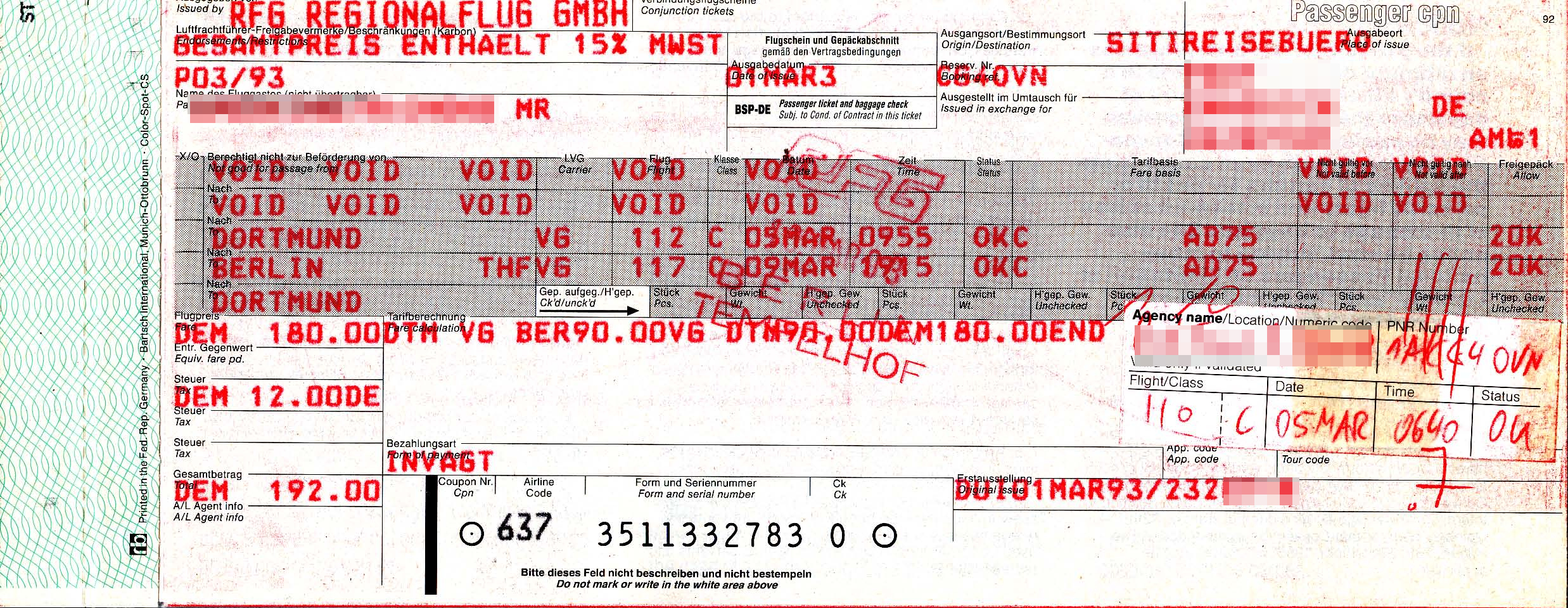
Exemple de ticket issu du système BSP pour un vol régional au départ de Berlin-Tempelhof en direction de Dortmund.

Le Billing and Settlement Plan (BSP) qui peut se traduire en français par « organisation et régulation des paiements et des facturations », est une filiale de l'IATA.

## Définition
L'IATA propose ce service à tous ses partenaires agréés, à savoir, les compagnies aériennes, les agences de voyages, les voyagistes et autres revendeurs agréés afin de réguler et d'organiser les transactions financières entre les fournisseurs (compagnies aériennes) et les revendeurs de titres de transport aérien (billets d'avion).

## Fonctionnement
Le BSP regroupe par bi-mensualité (en général le 16 et le dernier jour de chaque mois) les montants encaissés par les agents revendeurs pour chaque compagnie et les montants dus à chaque compagnie. Ensuite le BSP établit la balance et regroupe en une seule transaction financière les paiements de chacun. Ainsi Le BSP peut être mis en parallèle avec la compensation bancaire.